# 조기석
조기석(1992년 6월 15일 ~ )은 대한민국의 전직 스타크래프트 프로게이머이다. 종족은 테란이며, 아이디는 Sharp이다. 삼성전자 칸 소속이었다.
2009년 상반기 드래프트에서 KTF 매직엔스(현 KT 롤스터)의 1차 지명으로 입단하였다.
아마추어 시절 IEF 2008에 아마추어 자격으로 참가, 당시 프로게이머였던 마재윤을 2:1로 꺾으며 스타크래프트 커뮤니티의 이슈가 되기도 하였다.
2010년 1월 삼성전자 칸으로 이적하였다.
프로리그에서 몇 승정도 거둔 것 외에는 활약이 별로 없었고, 2012년 10월 10일에 은퇴를 하였다.
2015년 스베누 스타리그 듀얼 토너먼트에서 아쉽게 패배하고 눈물을 흘려 많은 사람들이 아쉬움을 자아내게 했다.
2016년 VANT 36.5 대국민 스타리그에서 놀라운 테테전으로 4강까지 올랏으나 김택용에게 패배하며 3위에 자리하게 되었다.
현재 아프리카티비에서 간절한조프로 라는 닉네임으로 활동중이다.

## 주요 기록
- 2008년 10월 제 43회 스타크래프트 커리지매치 입상
- 2008년 12월 IEF 2008 스타크래프트 부문 3위
- 2014년 12월 스베누 10차 소닉 스타리그 32강
- 2015년 6월 스베누 스타리그 시즌 2 듀얼 토너먼트 24강
- 2016년 1월 VANT 36.5 대국민 스타리그 3위
- 2016년 9월 아프리카 스타리그(ASL) Season 1 준우승
- 2016년 12월 아프리카 스타리그(ASL) Season 2 16강
- 2017년 9월 아프리카 스타리그(ASL) Season 4 16강
- 2018년 3월 아프리카 스타리그(ASL) Season 5 24강
- 2018년 6월 MPL프로리그 MVP 다승왕
- 2018년 8월 블리자드 KSL 스타리그 Season1 8강
- 2018년 10월 아프리카 스타리그(ASL) Season 6 8강(와일드카드전으로 차기시즌(시즌7) 3번시드확보)
- 2018년 11월 스타크래프트1 20주년 기념 스타크래프트 월드컵 3위 (개최지 : 러시아 모스크바)
- 2018년 12월 블리자드 KSL 스타리그 Season2 준우승(vs 김민철 1:4)
- 2019년 2월 26일 아프리카 스타리그(ASL) Season 7 8강진행중(vs 김성현)